# Битва на Фундіні (1876)
Битва під Фундіною відбулася 2 серпня 1876 року в селі Фундіна в Кучі, князівство Чорногорія. День мав релігійне значення, оскільки був днем святого Іллі (за православним календарем). Чорногорську армію очолювали двоє чорногорських воєводи, Ілія Пламенац і Марко Мільянов, які мали під своїм прямим командуванням близько 5000 вояків. Чисельність османів становила 40 тис. За кілька днів до битви чорногорський мусульманин Машо-Хаджі Ахметов розкрив османські плани Марко Мільянову, щоб чорногорці знали, звідки буде напад.

## Хід битви
Османи просунулися з південного заходу в напрямку Кучі, запланувавши останню атаку на 3 серпня. Але, оскільки чорногорські командири знали про їхні плани, вони напередодні пішли в контратаку. Більшість боїв точилася біля підніжжя пагорба Хелджам, де османи оборонялися з окопів. Поки Марко Мільянов був на передовій, Ілія Пламенац командував чорногорською армією з тилу, розробляючи стратегію. Після того, як перемога була забезпечена, чорногорці схопили османських вождів, посадили їх у будинок і спалили його дотла.  Решту османів витіснили на південь, змусивши їх швидко відступити. Точна кількість втрат чорногорців невідома, але точно відомо, що найбільших втрат зазнав Цеклінський батальйон. Найуспішнішою частиною чорногорської армії був Мартинічський батальйон, який знищив 2000 османів і захопив 6 ворожих прапорів. Найбільшим героєм битви став Новак Вуйошевич з племені Кучі, який убив 28 ворожих солдатів; пізніше він отримав нагороду російського імператора. Після битви чорногорці відправили Махмуду-паші «подарунок» — живого вовка, як символ гордості та свободи Чорногорії. Марко Мільянов, один із двох чорногорських полководців, отримав нагороду за найкращий трофейний меч і будинок у Медуні, який сьогодні є музеєм. Після битви рід Кучі був нагороджений королем Ноколою I медаллю за хоробрість. Важливість цієї чорногорської перемоги полягала в тому, що вона зупинила османське просування та забезпечила перемогу Чорногорії в Чорногорсько-турецькій війні 1876—1878 років.